# Samsat (district)
Samsat is een Turks district in de provincie Adıyaman en telt 10.356 inwoners (2007). Het district heeft een oppervlakte van 295,4 km².
De bevolkingsontwikkeling van het district is weergegeven in onderstaande tabel.
| 1997   | 2000   | 2007   |
| ------ | ------ | ------ |
| 11.985 | 12.541 | 10.356 |